# العلاقات البرتغالية الفنزويلية
العلاقات البرتغالية الفنزويلية هي العلاقات الثنائية التي تجمع بين البرتغال وفنزويلا.

## مقارنة بين البلدين
هذه مقارنة عامة ومرجعية للدولتين:
| وجه المقارنة                                              | البرتغال                                                  | فنزويلا                                  |
| --------------------------------------------------------- | --------------------------------------------------------- | ---------------------------------------- |
| المساحة (كم2)                                             | 92.21 ألف                                                 | 916.45 ألف                               |
| عدد السكان (نسمة)                                         | 10.60 مليون                                               | 28.87 مليون                              |
| الكثافة السكانية (ن./كم²)                                 | 114.95                                                    | 31.5                                     |
| العاصمة                                                   | لشبونة                                                    | كاراكاس                                  |
| اللغة الرسمية                                             | اللغة البرتغالية، اللغة الميراندية                        | اللغة الإسبانية، لغة الإشارة الفنزويلية ‏ |
| العملة                                                    | يورو، اسكودو برتغالي                                      | بوليفار فنزويلي                          |
| الناتج المحلي الإجمالي (بليون دولار)                      | 217.57 مليار                                              | 482.36 مليار                             |
| الناتج المحلي الإجمالي (تعادل القوة الشرائية) بليون دولار | 307.82 مليار                                              |                                          |
| الناتج المحلي الإجمالي الاسمي للفرد دولار أمريكي          | 19.22 ألف                                                 |                                          |
| الناتج المحلي الإجمالي للفرد دولار أمريكي                 | 28.76 ألف                                                 |                                          |
| مؤشر التنمية البشرية                                      | 0.830                                                     | 0.762                                    |
| رمز المكالمات الدولي                                      | +351                                                      | +58                                      |
| رمز الإنترنت                                              | .pt                                                       | .ve                                      |
| المنطقة الزمنية                                           | توقيت غرب أوروبا، توقيت غرب أوروبا الصيفي، أوروبا/لشبونة ‏ | 00                                       |

## مدن متوأمة
في ما يلي قائمة باتفاقيات التوأمة بين مدن برتغالية وفنزويلية:
- ترتبط أفيرو مع كاراكاس باتفاقية توأمة.
- ترتبط بورتيماو مع غوانير [الإنجليزية]‏ باتفاقية توأمة.
- ترتبط قلمرية مع برشلونة، فنزويلا باتفاقية توأمة منذ 1988.

## منظمات دولية مشتركة
يشترك البلدان في عضوية مجموعة من المنظمات الدولية، منها:
| علم المنظمة | اسم المنظمة                        | تاريخ انضمام البرتغال | تاريخ انضمام فنزويلا |
| ----------- | ---------------------------------- | --------------------- | -------------------- |
|             | وكالة ضمان الاستثمار متعدد الأطراف | 6 يونيو 1988          | 9 مايو 1994          |
|             | منظمة الشرطة الجنائية الدولية      | ?                     | ?                    |
|             | منظمة حظر الأسلحة الكيميائية       | ?                     | ?                    |
|             | منظمة التجارة العالمية             | ?                     | ?                    |
|             | البنك الدولي للإنشاء والتعمير      | 29 مارس 1961          | 30 ديسمبر 1946       |
|             | الأمم المتحدة                      | 14 ديسمبر 1955        | 15 نوفمبر 1945       |
|             | مؤسسة التمويل الدولية              | 8 يوليو 1966          | 28 ديسمبر 1956       |
|             | يونسكو                             | 11 مارس 1965          | 25 نوفمبر 1946       |
|             | الاتحاد البريدي العالمي            | ?                     | ?                    |
|             | المنظمة الهيدروغرافية الدولية      | ?                     | ?                    |
|             | الاتحاد الدولي للاتصالات           | 1866                  | 13 أغسطس 1920        |

## وصلات خارجية
- موقع وزارة الخارجية البرتغالية
- موقع وزارة الخارجية الفنزويلية